# リー・トッカー
リー・トッカー (Lee Tockar, 1969年2月10日 -) は、カナダの声優。

## 出演作品
- マイリトルポニー〜トモダチは魔法〜 - スニップス
- エド エッド エディ - ビクター
- ジョニーテスト - ユージーン「ぼん・ぼん・ボーイ」ハミルトン、将軍、アルバート、モンタギュー
- キッドvsキャット - キャプテンブラステロイド
- マーサ・スピークス - モンキー教授、市長、テレビ司会者